# William J. Donovan

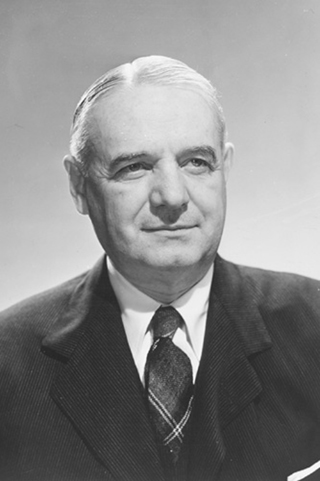
William J. Donovan

William Joseph Donovan (* 1. Januar 1883 in Buffalo, New York; † 8. Februar 1959 in Washington, D.C.) war ein US-amerikanischer Jurist und Geheimdienst-Mitarbeiter. Ab 1941 war er Geheimdienst-Koordinator im Stab von Präsident Franklin D. Roosevelt, danach von 1942 bis 1945 Leiter des Office of Strategic Services.

## Leben
Donovan stammte aus einer konservativ eingestellten Familie irischer Abstammung, er war praktizierender Katholik. Er studierte Rechtswissenschaften an der Columbia University in New York, wo er 1905 abschloss. Im Football-Team der Universität bekam er den Spitznamen „Wild Bill“, den er beibehielt. In der nachfolgenden Zeit an der Columbia Law School lernte er den späteren Präsidenten Franklin D. Roosevelt kennen, was ihm in seiner weiteren Karriere von großem Nutzen war. Donavan praktizierte zunächst als Rechtsanwalt, seine Beteiligung an der New Yorker Anwaltskanzlei „Donovan, Leisure, Newton and Irvine“ existierte noch nach dem Ende seiner politischen Karriere.
1912 übernahm er eine Truppe der Nationalgarde, die dann anlässlich der bevorstehenden Strafexpedition gegen Pancho Villa 1916 im Einsatz an der mexikanischen Grenze war. Im Ersten Weltkrieg führte er zunächst als Lieutenant Colonel, später als Full Colonel das 165. Regiment der 42. amerikanischen Division in Frankreich. Er erhielt unter anderem eine Medal of Honor, das Distinguished Service Cross und drei Purple Hearts. Nach Kriegsende war er einer der Mitgründer der American Legion.

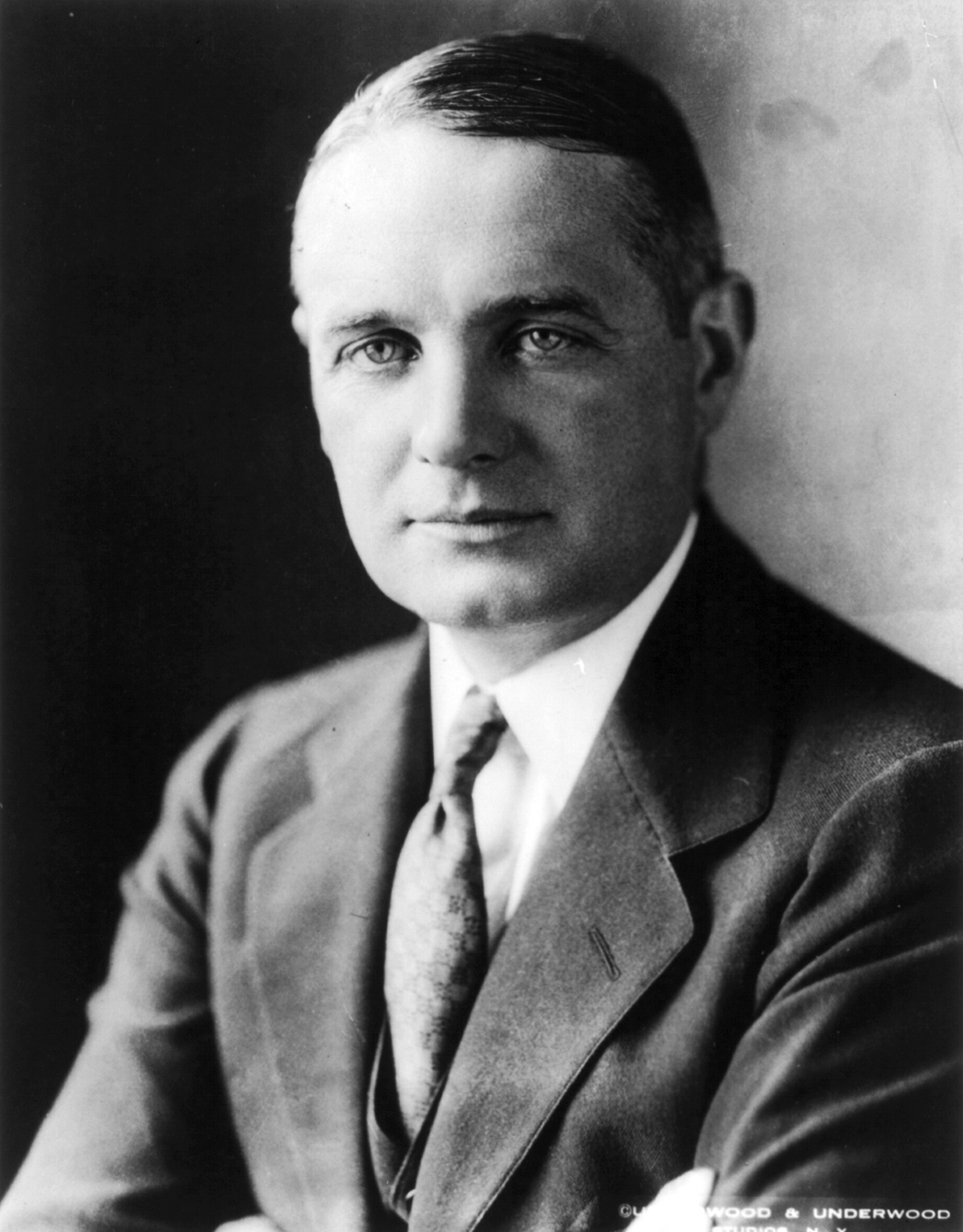
Donovan als Mitarbeiter des US-Justizministeriums 1924

Von 1922 bis 1924 arbeitete Donovan als Bundesstaatsanwalt für den westlichen Distrikt von New York, wo er insbesondere als strenger Verfechter der Prohibition bekannt wurde. Als Mitglied der Republikaner trat er außerdem mehrfach erfolglos in Wahlen zu politischen Ämtern an. 1932 kandidierte er als Vizegouverneur von New York, 1932 als Gouverneur. Ferner berief ihn Präsident Calvin Coolidge als Mitglied in seine Anti-Trust-Kommission. Daneben war er Vorsitzender der Rio Grande Compact Commission.
Obwohl Donovan sich für eine andere Partei engagierte, übertrug Franklin D. Roosevelt ihm in seiner Präsidentschaft verschiedene Aufgaben, unter anderem ab 1941 als Geheimdienst-Koordinator (COI), dem ersten nicht an die Armee gebundenen Geheimdienst. Zuvor war er auf Sondermission des Präsidenten in Großbritannien und Südosteuropa tätig gewesen. Möglicherweise war er am Jugoslawischen Putsch 1941 beteiligt, welcher den Beginn von Unternehmen Barbarossa um vier bis zehn Wochen verzögerte. Am 20. März 1942 bekam er von einem Untergebenen einen Bericht des chilenischen Botschafters in Prag, Gonzalo Monti Rivas, der nach der deutschen Besetzung von Tschechien (15. März 1939) dort verblieben war und den Bericht am 24. November 1941 verfasst hatte. In dem Bericht war zu lesen, welche Pläne Adolf Hitler mit den Juden hatte. 
Von 1942 bis 1945 war er Leiter des COI-Nachfolgers Office of Strategic Services und unterstand nun den Combined Chiefs of Staff. Laut der Darstellung des NS-Forschers Heinz Höhne traf Donovan 1943 in der spanischen Hafenstadt Santander mit dem Chef der deutschen Abwehr, Admiral Wilhelm Canaris, zusammen, um mit ihm zu erörtern, ob der OSS den deutschen Widerstand gegen Hitler unterstützen könnte. Donovan hatte in Spanien ein OSS-Netzwerk aufgebaut, geduldet von den spanischen Behörden unter Franco, der damals bereits davon ausging, dass die Deutschen den Krieg verlieren würden. Auch über den Berner OSS-Residenten Allen Dulles, der Kontakte zu Mittelsmännern des deutschen Widerstandes unterhielt, war Donovan über die Opposition gegen Hitler unterrichtet. Im letzten Kriegsjahr warfen ihm mehrere amerikanische Zeitungen vor, im OSS nicht energisch genug gegen Sympathisanten der Sowjetunion unter Stalin vorgegangen zu sein.  Mit dem Kriegsende endete wenig später im September 1945 auch die Existenz des OSS und mit dem Ende der Präsidentschaft von Roosevelt auch weitestgehend der politische Einfluss von William Donovan.
Sein vorletzter „Auftritt“ auf der politischen Bühne war als Assistent von Robert H. Jackson, dem amerikanischen Hauptankläger beim Nürnberger Prozess gegen die Hauptkriegsverbrecher. Doch zerstritt er sich mit diesem. Donovan sah das Risiko, dass ein „Schauprozess“ aufgrund von rückwirkend angewandtem neuem Recht gerade bei den Deutschen das Vertrauen in die Westalliierten nachhaltig erschüttern könnte. Zu seinen Beratern in Nürnberg gehörte der deutsche Widerstandskämpfer Fabian von Schlabrendorff. Dieser brachte Donovan dazu, sich dafür einzusetzen, dass das Massaker von Katyn, das die sowjetische Seite auf die Liste der deutschen Kriegsverbrechen gesetzt hatte, aus der Anklage gestrichen wurde.
Nach dem Ende seiner politischen Laufbahn arbeitete Donovan zunächst als Anwalt in seiner Kanzlei in New York weiter. Er trat 1948 zivil als Gründungsvorstand im American Committee for a United Europe (ACUE) auf, deren erster Geschäftsführer er war. Die Organisation setzte die Gründung des Europarats um. Ferner war er Assistent Dwight D. Eisenhowers in dessen Amtszeit als Präsident der Columbia University. 1952 bewarb er sich um die Leitung der CIA, doch sein Intimfeind J. Edgar Hoover trug entscheidend dazu bei, diesen Plan zu vereiteln. Von September 1953 bis August 1954 leitete Donovan die US-Botschaft in Thailand.
Nach einer Serie von Schlaganfällen musste er seine Stelle als Botschafter aufgeben und kehrte 1954 in die USA zurück. In den letzten Lebensjahren verschlechterte sich sein Gesundheitszustand zusehends, und er war weitgehend arbeitsunfähig. Donovan starb schließlich am 8. Februar 1959 im Walter Reed Hospital in Washington. Aufgrund seiner Verdienste wurde er auf dem Nationalfriedhof Arlington in Arlington, Virginia, beigesetzt.

## Nachlass
Donovans Nachlass ist online in der Donovan Nuremberg Trials Collection der Cornell University einsehbar.

## Trivia
In dem Spielfilm Indiana Jones und der letzte Kreuzzug spielt die Figur des Milliardärs Donovan, der mit den Nazis Geschäfte machte, auf den Wallstreet-Anwalt an. In dem Spielfilm Der gute Hirte ist die Figur des General Sullivan Donovan nachempfunden. 2007 inspirierte er die Figur des General Donovan in dem Film Der Goldene Nazivampir von Absam 2 – Das Geheimnis von Schloß Kottlitz.